# El Sol (película)
El Sol es un largometraje argentino de animación dirigido por Ayar Blasco, realizado desde 2008 y estrenada comercialmente el 2 de agosto de 2012. Esta es la primera película realizada de forma independiente y casi en su totalidad por Ayar, junto con Mario González, como director de animación.

## Sinopsis
La historia transcurre en un Buenos Aires distópico 20 años después de una explosión atómica en un ambiente postapocalíptico en donde dos jóvenes, Once y La Checo, deben sobrevivir atravesando todo tipo de obstáculos y peligros. La película está cargada de humor negro y absurdo en el que pueden observarse situaciones no tan distantes de la realidad. Varios medios la han descrito como un humor "lisérgico" o ácido.

## Producción
Se estima que el proceso de producción duró alrededor de 5 años. Aunque ideas y borradores ya estaban perfilando lo que iba a ser El Sol desde el momento que se estaba realizando Mercano, el marciano (2002).
El equipo contó con 4 o 5 personas, se realizó en línea con animación tipo Flash y las voces fueron grabadas antes de la animación para respetar la espontaneidad e improvisación de los actores.
El proyecto contó además con el apoyo del INCAA y el Hubert Bals Fund.

### Influencias
El director ha reconocido que casi todos los personajes están inspirados en amigos suyos de la vida real, y que la idea le ha venido a través de sueños recurrentes postapocalípticos, aunque aclara que su objetivo era mostrar una visión diferente:“Quise mostrar el fin de la humanidad como algo positivo”.

## Premios y reconocimientos
La película recorrió varios festivales internacionales con algunos premios y reconocimientos:
- Ganador de una mención en el Work In Progress del Festival de Cine de Mar del Plata 2009.[5]
- Ganador del Hubert Bals Fund al desarrollo del proyecto en el Festival Internacional de Cine de Róterdam 2010.[6]

### Festivales
- VII Festival internacional de cinema independiente de Porto Alegre (Fantaspoa), 2011.[7]
- Festival Internacional del Nuevo Cine Latinoamericano de La Habana, 2010.[8]
- Puchon International Fantastic Film Festival (PIFan), 2010.[9]
- CPH PIX, 2010.[10]
- BAFICI, 2010.[11]
- Festival Internacional de Cine de Róterdam, 2010.
- Festival de Cine de Turín, 2010.[12]
- Warsaw Film Festival, 2010.[13]
- Fantasia International Film Festival, 2011.[14]
- Festival de cine de Mar del Plata, 2009.

## Recepción
El Sol fue bien recibido por la crítica. En un análisis que se expone en la página especializada Todas las Críticas, la cual recopila puntuaciones de críticos reconocidos de varios medios importantes, tiene un balance favorable del 84% de las críticas. En tanto en IMDb, posee una puntuación de 6,0/10.

## Elenco de voz
| Personaje    | Actor de voz      |
| ------------ | ----------------- |
| Once         | Jorge Sesán       |
| Natacha      | Divina Gloria     |
| Morocha      | Luciana Condito   |
| La Checo     | Sofía Gala        |
| Anciano      | Doctor Tangalanga |
| Negrito Sega | Martín Piroyansky |